# Breathe (canção de Kylie Minogue)
"Breathe" é uma canção da cantora australiana Kylie Minogue, contida em seu sexto álbum de estúdio, Impossible Princess (1997). Foi composta por Dave Ball e Ingo Vauk, sendo produzida pelos próprios e com Minogue co-escrevendo e coproduzindo a música. Com letras escritas em 1995 em Tóquio durante as viagens da artista com seu então namorado Stéphane Sednaoui, foi motivada posterior à uma situação aonde os amigos da artista ficaram preocupados pela mesma estar em silêncio enquanto conversavam; ela notou que pensar e "decidir o que é errado" se tornou um acontecimento típico nesta época, pois sentiu que as coisas na cabeça dela "não estavam claras".
A obra foi lançada em CD e fita cassete em 9 de março de 1998, servindo como o terceiro single do disco. Musicalmente, "Breathe" é uma faixa do estilo electronica que contém instrumentação de baixo elétrico, bateria, sintetizadores e teclado, com outros instrumentos sendo adicionados por Ball e Vauk. Fala sobre contemplação e tranquilidade, bem como conter emoções, e recebeu análises principalmente positivas dos profissionais especializados em música, dos quais alguns selecionaram a faixa como o destaque do álbum, elogiando a entrega lírica e vocal. No quesito comercial, obteve a 23ª colocação como a melhor na Austrália, enquanto obteve o pico na 14ª tanto no Reino Unido quanto na Escócia, com isso, se tornando a sua última música a pontuar na tabela britânica até seu single de 2000, "Spinning Around".
O vídeo musical, dirigido por Kieran Evans, apresenta Minogue flutuando em um espaço aéreo aberto com efeitos em espiral, gerados com CGI; foi recebido positivamente pela produção e pelos trabalhos visuais feitos digitalmente. Para promover "Breathe", apresentou a canção no Top of the Pops e em sua turnê Intimate and Live Tour, onde usava uma camisa preta de colarinho comprido e calças de três quartos, semelhante ao traje Indie Kylie do videoclipe de seu último single "Did It Again". Mais tarde, foi adicionada no repertório de seu show Money Can't Buy, colocando-a em um medley junto com "Je t'aime... moi non plus", e posteriormente nas turnês Kylie Presents Golden e na Golden Tour. Embora não esteja na lista de faixas do seu álbum The Abbey Road Sessions, acabou por ser enviada uma versão orquestral da mesma ao seu canal oficial no YouTube.

## Antecedentes e lançamento
Em 1992, Minogue deixou a gravadora PWL, que até então já havia produzido seus primeiros quatro álbuns, após tabloides dizerem que sua música era "barata" e "datada" em comparação à outros artistas do rótulo. Posteriormente, assinou um contrato de três álbuns com o rótulo dance britânico Deconstruction em 1992, e lançou seu quinto álbum auto-intitulado, sendo o primeiro sob o selo, em setembro de 1994. Recebeu recepção mista dos críticos de música. No ano posterior, Minogue começou a ter uma relação pessoal com o fotógrafo francês Stéphane Sednaoui, e juntos eles embarcaram em uma série de viagens através dos Estados Unidos e do Sudeste Asiático. Depois das viagens, Minogue começou a trabalhar em seu próximo álbum, sendo influenciada pelos trabalhos de Björk e Shirley Manson, além das bandas Garbage, Towa Tei e U2. Durante 1995, a artista escreveu as letras de "Breathe" em Tóquio enquanto estava fazendo suas viagens. A canção se baseia em assuntos como contemplação e tranquilidade, e sobre como conter emoções. Minogue explicou que a ideia da canção se deu por conta de um acontecimento inusitado, aonde seus amigos se sentiram preocupados pela mesma estar em silêncio enquanto eles conversavam; este acontecimento da musicista, que pensava e "decidia o que é errado", havia se tornado típico nesta época, pois a mesma sentiu que as coisas na cabeça dela "não estavam claras".
"Breathe" foi lançada em 9 de março de 1998 como o terceiro single de Impossible Princess. Foi seu último single lançado pelos selos da Deconstruction e da BMG. Seguindo seu single anterior, "Breathe" apareceu como um conjunto duplo de CD singles. O primeiro conjunto traz remixes, a versão para rádios e a versão do álbum, com o segundo excluindo a versão do álbum, trazendo dois remixes e um videoclipe interativo de "Did It Again". A capa final dos singles foi fotografada por Katerina Jebb, que já havia trabalhado diversas vezes com Minogue. Ambos os lançamentos em CD apresentam fotos focadas no rosto de Minogue, tiradas individualmente em diferentes ângulos. A música foi lançada de forma promocional como CD e fita cassete no Reino Unido, e em formato de vinil na Espanha e Reino Unido.

## Composição e recepção crítica
"Breathe" é uma canção que deriva do gênero electronica, contendo sintetizadores "cintilantes" e Balearic beat, com uma duração de quatro minutos e trinta e sete segundos (4:37). A sua gravação decorreu em 1997 no estúdio caseiro dos compositores da faixa, com a gravação adicional ocorrendo nos estúdios Mayfair Studios, em Londres, Inglaterra. Escrita e produzida por Dave Ball e Ingo Vauk, Minogue também é co-compositora e co-produtora da música, compondo a ponte da faixa através de sintetizadores e teclado. Livingston Brown tocou o baixo elétrico e Steve Sidelnyk tocou a bateria; outros instrumentos adicionais foram adicionados por Ball e Vauk. Mais tarde, Minogue voou para Chicago, nos Estados Unidos, para regravar seus vocais para o remix do produtor americano e disc jockey (DJ), Todd Terry.
A faixa recebeu principalmente comentários positivos de críticos de música. Michael R. Smith do Daily Vault disse que "Breathe" e "Did It Again" são "mais notáveis pelos vídeos que os acompanharam e são representações justas do álbum em geral (que deveria ser o propósito dos singles), embora há muitas outras perólas não descobertas aqui". Nick Levine da Digital Spy selecionou a canção como a melhor faixa do álbum, escrevendo: "Verdade seja dita, este álbum não tem um clássico absoluto para combinar com 'Confide in Me', mas 'Breathe' - sutil, mas sorrateiramente cativante com ele - poderia ser um dos singles mais subestimados de [Minogue]". Ao rever a compilação de 2004 de Minogue, Ultimate Kylie, Jaime Gill do Yahoo! Music fez uma revisão mista, escrevendo que "começando em 1994 com a maravilhosamente glacial e sinuosa sintética 'Confide in Me', Kylie teve um breve sucesso antes de os fãs fugirem em massa após um rock falso como "Some Kind of Bliss" (não incluído) e uma casa inconsistente como 'Breathe'". Revisando sua compilação de 2000, Hits+, Mackenzie Wilson da AllMusic elogiou os "vocais sedutores" de Minogue em "Breathe", "Automatic Love" e "Confide in Me".
Chris True, também da AllMusic, selecionou a música como uma faixa de destaque em seu álbum Greatest Hits 87-97. Em sua lista dos 10 melhores sucessos antigos da artista, Jason Lipshutz da Billboard listou "Breathe" na quarta posição, afirmando que "'Breathe' é o óbvio, soando quase como um Nine Inch Nails descartável em seus segundos iniciais e transformando-se em uma defesa sedosa e sexy do lado experimental de Minogue". Louis Virtel do The Backlot listou "Breathe" na décima quarta colocação em sua lista de 50 melhores canções de Minogue, em homenagem ao aniversário na mesma, e disse que a canção "seria uma obra de arte meditativa se não fosse tão conflituosa, impassível e sexualmente dominadora. A tampa despretensiosa do coração de Impossible Princess tropeça em uma inesperada carnalidade em seus refrões, assegurando a você que 'Não demorará muito agora' enquanto você tenta cronometrar sua hiperventilação". De acordo com Tom Parker, que forneceu as notas do álbum para a edição especial de Impossible Princess, "['Breathe'] é um eletrônico ritmo sedutor, com uma sutileza hipnótica e intemporalidade condizente com o tema interno que contempla e resolve". Larry Flick da Billboard disse que "Breathe" é uma "execução acessível", que é isto "em grande parte devido ao seu ritmo eletrônico big beat e ao seu refrão de cócegas nas orelhas".

## Divulgação

### Videoclipe
Um videoclipe acompanhante para o single foi dirigido pelo cineasta galês Kieran Evans. "Breathe" foi a estreia direcional de Evans e, após o vídeo, ele passou a trabalhar para a Heavenly Films, um projeto irmão da gravadora britânica Heavenly Recordings. O teledisco abre com fotos focadas para partes do corpo de Minogue. Ao longo do vídeo, um globo de vidro gigante é visto na tela e uma luz misteriosa é mostrada. A partir daí, ele mostra Minogue em um espaço aéreo com efeitos em espiral, todos produzidos por telas verdes e efeitos CGI. No segundo verso, aparecem três fotos de Minogue sobre o topo, com uma das cenas com ela cantando a faixa. O vídeo termina com Minogue flutuando, tendo uma inserção de seu próprio olho, que foi visto no início do vídeo. Para a versão de rádio do vídeo, a música é acelerada em um ritmo mais rápido. Uma das cenas do vídeo foi usada como capa do álbum de sua coletânea de maiores sucessos de 2002, Confide in Me. O vídeo é apresentado em outros lançamentos em formato de vídeo de Minogue, incluindo The Kylie Tapes 94-98, Greatest Hits 1987-1999, Kylie Minogue: Artist Collection e o mais recente foi em seu DVD de 2004, Ultimate Kylie.

### Apresentações ao vivo

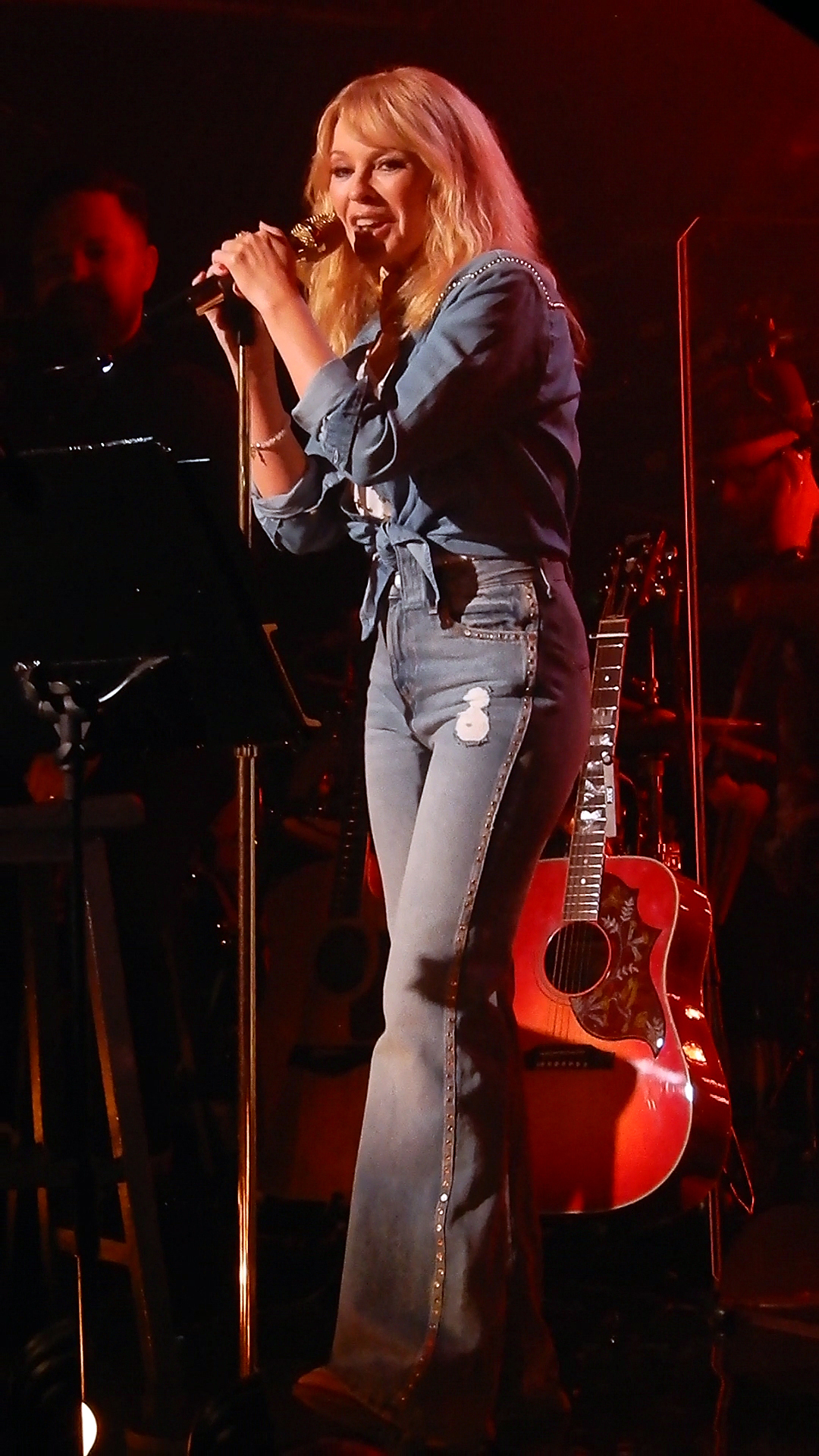
Minogue tocando "Breathe" na turnê promocional Kylie Presents Golden em 2018

Minogue apresentou "Breathe" em abril de 1998 no The Ben Elton Show, e na série de TV australiana Hey Hey It's Saturday. A música foi incluída em vários shows ao vivo, incluindo o Top of the Pops, The National Lottery Live e Live & Kicking. "Breathe" foi incluída em sua turnê Intimate and Live Tour em 1998; a canção fazia parte do segundo segmento para o qual Minogue usava uma camisa preta de colarinho comprido e calças de três quartos, semelhante ao traje Indie Kylie de seu vídeo para a faixa "Did It Again". Como o resto dos figurinos da turnê, incluindo a apresentação de "Breathe", a cantora desempenhou com muitas roupas inspiradas em "princesas". A performance foi gravada em 30 de junho e 1 de julho do mesmo ano no Capitol Theatre em Sydney, e apareceu no CD e DVD relacionados.
"Breathe" foi tocada por Minogue no Money Can't Buy, um show realizado em 15 de novembro de 2003 no Hammersmith Apollo, em Londres, para promover seu nono álbum de estúdio Body Language. Foi apresentada no ato "Bardello" do concerto, que começou com um mashup da faixa juntamente com Minogue cantando "Je t'aime ... moi non plus", um dueto francês de 1969 entre Serge Gainsbourg e Jane Birkin. Craig McLean, do jornal The Daily Telegraph, descreveu os bailarinos de apoio durante este segmento como "ciclistas do Tour de France que trabalham como anfitriões do Moulin Rouge". O desempenho foi posteriormente adicionado ao álbum ao vivo em DVD da performance, intitulado como Body Language Live.
Em 2011, Minogue cantou uma versão acústica enquanto estava em sua turnê mundial Aphrodite: Les Folies Tour. Em 2012, a música não foi incluída na lista de faixas de The Abbey Road Sessions, seu álbum que obtinha versões orquestrais de suas faixas mais famosas e gravado no Abbey Road Studios; no entanto, foi publicada na conta oficial da Minogue no YouTube. Em 2014 e 2015, Minogue apresentou a música como uma introdução para a Kiss Me Once Tour e para a Kylie Summer 2015, respectivamente. A música também foi executada na íntegra durante os shows da turnê promocional Kylie Presents Golden em 2018. Katie Fitzpatrick do Manchester Evening News elogiou a performance por ser "lindamente minimalista [...] com alguns vocais de apoio fabulosamente confiantes vindos da multidão ferida". A faixa foi cantada no primeiro concerto da Golden Tour (2018–19) em Newcastle, Reino Unido, em 18 de setembro de 2018, sendo substituída por "I Believe in You" no concerto seguinte.

## Faixas e formatos
| Primeiro CD single |                                |         |  |
| N.º                | Título                         | Duração |  |
| 1.                 | "Breathe" (versão para rádio)  | 3:39    |  |
| 2.                 | "Breathe" (Tee's Freeze Mix)   | 6:59    |  |
| 3.                 | "Breathe" (Nalin & Kane Remix) | 10:11   |  |
| 4.                 | "Breathe" (versão do álbum)    | 4:37    |  |

| Segundo CD single |                                                  |         |  |
| N.º               | Título                                           | Duração |  |
| 1.                | "Breathe" (versão para rádio)                    | 3:39    |  |
| 2.                | "Breathe" (Sash! Club Mix)                       | 5:20    |  |
| 3.                | "Breathe" (Tee's Freeze Mix) (versão para rádio) | 3:29    |  |
| 4.                | "Did It Again" (videoclipe)                      | 4:15    |  |

| Fita cassete |                                                |         |  |
| N.º          | Título                                         | Duração |  |
| 1.           | "Breathe" (versão para rádio)                  | 3:39    |  |
| 2.           | "Breathe" (Sash! Club Mix) (versão para rádio) | 3:43    |  |

## Créditos
Créditos adaptados das seguintes fontes:

### Canção
- Kylie Minogue: vocais, co-composição, co-produção, sintetizadores, teclado
- Dave Ball: composição, produção, outros instrumentos
- Ingo Vauk: composição, produção, outros instrumentos
- Livingstone Brown: baixo elétrico
- Steve Sidelnyk: bateria, percussão
- Richard Lowe: engenheiro, mixagem
- Sunny Lizic: engenheiro, mixagem

### Capa
- Katerina Jebb: fotógrafa
- Farrow Design: encarte do CD single

## Desempenho nas tabelas musicais
"Breathe" estreou na 14ª posição na UK Singles Chart no final de semana de 21 de março de 1998. Obteve a mesma posição na Escócia. Na tabela inglesa, durou quatro semanas no gráfico, e se tornou o quarto single de melhor estreia daquela semana, sendo o mais alto o single "Stop", das Spice Girls, no número dois. "Breathe" também se tornou, de Minogue, a 28ª consecutiva canção nas quarenta melhores posições da tabela, sendo que juntamente com "Did It Again", foram os singles com maior posição do álbum referente na lista. "Breathe" estreou e atingiu o pico na 23ª colocação na ARIA Singles Chart no final de semana de 26 de abril de 1998. A música durou treze semanas nas cinquenta posições, sendo um dos seus singles de mais tempo no gráfico.

### Posições
| Tabela musical (1998)             | Melhor posição |
| --------------------------------- | -------------- |
| Austrália (ARIA Charts)           | 23             |
| Escócia (Official Charts Company) | 14             |
| Reino Unido (UK Singles Chart)    | 14             |